# Хеката
Хеката в древногръцката митология е богиня, свързвана с Лунната митология. В късните изображения тя е представена като тройна фигура. Така тя се свързва не само с фазите на Луната, но също с нощните тайни, магиите, духовете и тройния кръстопът.

## Гръцка митология
В „Теогония“ на Хезиод Хеката е описана като дъщеря на звездното небе, представено от титанидата Астерия и на Перс. След победата на Олимпийските богове над титаните тя запазва своите функции: получила от Зевс власт над земята и морето, а според античните магически текстове от Уран – скиптър с велика сила да държи връзките на Космоса неразрушими.
Според родословието на гръцките богове Хеката е братовчедка на Аполон и Артемида. Астрални митове припознават слънцето в Аполон, а като дъщеря на звездното небе, Хеката, представяща луната, се свързва с него и до голяма степен измества Артемида, поемайки нейни характеристики и атрибути. Доколкото Хелиос и Селена са като еквиваленти на Аполон и Артемида, по-нататък образът на Хеката се смесва и с този на Селена. Проявление на този синкретизъм е идеята, че триадата Артемида, Селена, Хеката представя фазите на Луната.
Т.нар. „халдейски оракули“, гностическите текстове от II век свидетелстват за още по-късни и по-нататъшни промени в образа на Хеката. Чрез тях обаче на Хеката се приписват магически способности и демонични черти, които християнството заклеймява.
В късен исторически етап Хеката придобива тъмни краски и бива описвана бродеща в безлунните нощи със страховитата си свита от стигийски кучета. Част от обкръжението ѝ стават и демони, като най-известен от тях е страшният демон Емпуза. Има много различни функции. Като богиня на Луната нощем пътува с колесницата си в тъмно небе и огрява целия космос с бледата си светлина. Почитана е също и като богиня на подземния свят. Като богиня на раждането често е призована на помощ за облекчение на родилните мъки. Нейното свещено място са кръстопътищата, където древните често оставят дарове за богинята. Тези дарове са наричани „Вечерята на Хеката“. Обикновено те са се състояли от хляб, риба, яйца, чесън и др., като най-често са служили за храна на бедните, които наричали Хеката и Добрата Богиня, тъй като само тя от божествата е споделяла жертвите си с тях.
На статуите си богинята е изобразявана с факел – символ на лунния огън, със змия – олицетворение на безсмъртието и с нож – на акушерството. Като божество на подземния свят и спътник на Персефона, Хеката е почитана като кралица на нощта и богиня на кръстопътя. Вярвало се, че Хеката изпраща тежки сънища на хората, както и че тя трябва да бъде призовавана при правенето и развалянето на магии. В мита за Златното руно, тя е тази, която помага на Медея да спечели любовта на Язон.
В по-късната гръцка митология Хеката е изобразявана повече като богинята на магьосничеството и магията. Изобразявана е и с три глави, дори понякога животински: една на куче, една на змия (коза) и една на кон (дева). Тя е особено свързвана с тройния кръстопът, където елините поставяли маски за всяка от нейните глави пред различните посоки. Римската митология я познава като богинята Тривия, т.е. „на трите пътя“.

## В изкуството
Елинският скулптор Алкамен изглежда пръв създава изображение в троен образ, когато изработва статуя на Хеката Епипюргидия („от кулата“) в близост до Акропола в Атина – за да гледа във всички страни и да защитава града.
В илюстрация към книгата на Стефан Маларме „Античните богове“ (1880) Хеката е изобразена с трите си лика. В ръцете си държи факел, който в случая символизира нощта и задгробния живот, въже – символ на началото и края и змия, която също е символ на смъртта и новото раждане.
Уилям Блейк я изобразява в мрачни краски – Хеката е заобиколена от кон, сова, прилеп и дракон – животни, които олицетворяват мрака и нея.
Най-често в литературата и художествените произведения е изобразявана с животни от дивата природа. Създания на мрака като гарвани, сови, змии и дракони са свързвани с нея, но това е по-скоро в областта на литературата, отколкото в култовата обредност.
Кучетата са тясно свързани с Хеката в класическия свят. Често Хеката е изобразявана и описвана като приемаща образа на куче или като придружавана от куче. Нейното явяване винаги е ознаменувано от воя на кучетата. В по-късни времена воят на кучетата е тълкуван като знак за поява на неспокойните души или демони, които придружават Хеката.